# Heister (Pflanze)
Heister (abgeleitet vom mittelhochdeutschen heister = junger Buchenstamm) ist eine in der Fachsprache der Forstwirtschaft und im Gartenbau verwendete Pflanzenklassifizierung. Sie steht für (meistens in Baumschulen herangezogene) junge, jedoch bereits zweimal verpflanzte, 1,25 bis 2,50 m hohe Laubbäume.
Heister weisen zwar seitliche Äste, aber noch keine Krone auf. Sie müssen jedoch einen geraden Leittrieb aufweisen (bei manchen Arten sind auch mehrere erlaubt) und die Seitentriebe sollten bereits verzweigt sein, ihre Entwicklung muss jedenfalls arttypisch ausgebildet sein. Die maximale Standzeit in der Baumschule nach dem letzten Verpflanzen darf nach den einschlägigen Qualitätsbestimmungen drei Jahre nicht überschreiten.
Heister werden nach Größe oft unterteilt in Viertelheister (auch Starkloden) (1,25 bis 1,50 m), Halbheister (1,50 bis 2,00 m), Vollheister (2,00 bis 2,50 m) und Starkheister (über 2,50 m). Heister, welche über 2,50 m hoch sind und bereits dreimal verpflanzt wurden, werden als Stammbusch bezeichnet und müssen mindestens nach jedem 4. Standjahr verpflanzt werden. Heister, welche eine unterdurchschnittlich ausgeprägte Verzweigung der Seitentriebe aufweisen, werden als leichte Heister bezeichnet.
0,5 bis 1 m hohe Pflanzen werden Loden genannt. Ähnlich wie bei den Heistern werden kleinere Loden als Halbloden und größere als Starkloden bezeichnet.